# NGC 2062
NGC 2062 (również ESO 86-SC20) – gromada otwarta, znajdująca się w gwiazdozbiorze Złotej Ryby. Należy do Wielkiego Obłoku Magellana. Odkrył ją John Herschel 3 stycznia 1837 roku.